# Commission Malfatti
Pour les articles homonymes, voir Malfatti.
La commission Malfatti est la commission européenne, alors présidée par Franco Maria Malfatti, qui fut à la tête des Communautés européennes entre le 1er juillet 1970 et le 21 mars 1972.

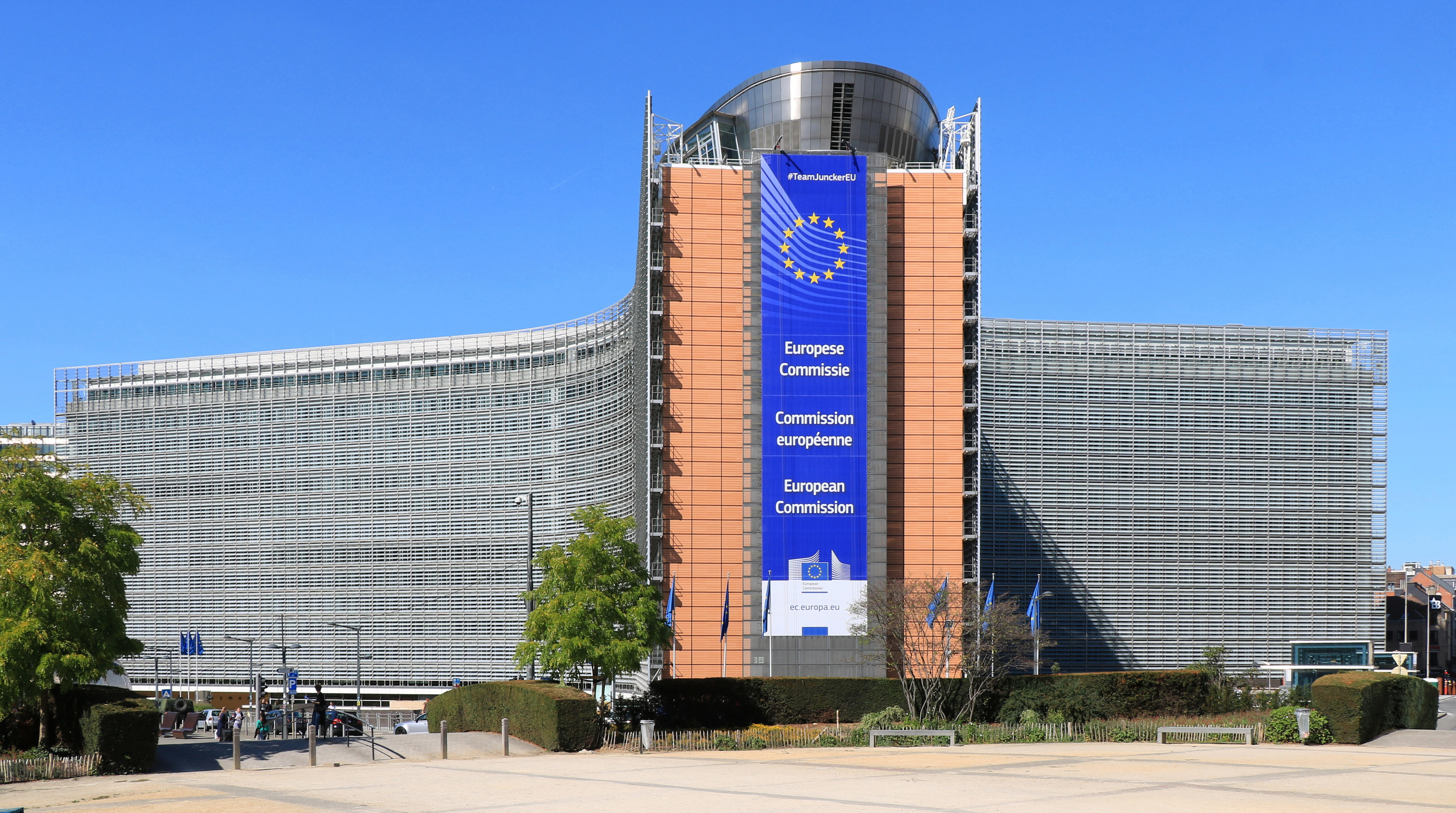
Siège de la Commission européenne à Bruxelles (Bâtiment Berlaymont).

## Composition
| Compétence                                          | Commissaire            | État membre | Parti politique |
| --------------------------------------------------- | ---------------------- | ----------- | --------------- |
| Président                                           | Franco Maria Malfatti  | Italie      | DC              |
| Vice-président, Agriculture                         | Sicco Mansholt         | Pays-Bas    | PvdA            |
| Vice-président, Marché intérieur, Énergie           | Wilhelm Haferkamp      | Allemagne   | SPD             |
| Vice-président, Affaires économiques et financières | Raymond Barre          | France      | UDF             |
| Concurrence, politique régionale, budget            | Albert Borschette      | Luxembourg  |                 |
| Affaires sociales, transport                        | Albert Coppé           | Belgique    | CD&V            |
| Commerce extérieur                                  | Ralf Gustav Dahrendorf | Allemagne   | FDP             |
| Relations extérieures                               | Jean-François Deniau   | France      | UDF             |
| Industrie, commerce                                 | Altiero Spinelli       | Italie      | PCI             |

La couleur des cases indique la tendance politique du commissaire en utilisant le schéma suivant :
| gauche / socialiste   |
| droite / conservateur |
| libérale              |

## Compléments